# 奇愈地下城
《奇愈地下城》是由一车面包人開發的一款戰鬥解谜遊戲。該作最早在機核於2023年舉行的「BOOOM 游戏创作挑战」活動中發佈，2024年3月22日由機核在Steam發行。

## 遊戲內容
《奇愈地下城》是一款回合制戰鬥解谜遊戲，故事發生在地下城「霍斯比托」，因傷轉職的傭兵伊森帶著新人勇者布欧探索霍斯比托。遊戲戰鬥採用回合制，每個回合角色左右手可以裝備武器和防具，角色的慣用手持有裝備能發揮更強的效果，使用道具需要在該回合持有道具。每場戰鬥勝利後，玩家可以選擇攻擊或淨化怪物，遊戲一共十個關卡，玩家在每場戰鬥後的選擇會影響進入不同結局。隨著遊戲的推進，玩家會得知整個地下城的冒險，其實是一位現實女醫生「伊森」的想像，伊森由於意外左手無法再持有手術刀，心灰意冷回到家鄉，日常與玩偶布欧的玩耍，這段玩耍被想像成一場大冒險。若玩家遊戲中都選擇攻擊消滅怪物，伊森會一直沉迷在這場幻想中；若選擇放過所有怪物，伊森在康復後重新擔任醫生；若選擇淨化全部怪物，並在最後擁抱布欧，伊森在身體好轉後，轉職成為藥劑師。

## 開發及發行
《奇愈地下城》是機核於2023年舉行的「BOOOM 游戏创作挑战」活動上開發的遊戲，製作團隊共八人，團隊在活動限期的21天內完成遊戲。其中像素擔任製作人兼關卡設計，小鹰負責劇本和音樂，Log和小实兩人為程序员，美術由包棍和RR兩人負責，布莱特負責資源管理和雜物，桂礼負責製作宣傳片和遊戲內視頻。團隊成員當時身處不同國家，通過網絡溝通進行遊戲開發。活動當時的開發主題是「RE」，團隊用四五日的時間構思出專案原型，在活動期限最後一週才確認好遊戲的玩法、美術和敘事方式，並開始製作遊戲。專案將敘事和玩法結合，小鹰根據像素設計的手持武器戰鬥玩法，定下了「Recover」主題，主角是一位因受傷無法再持手術刀執業的醫生，在一趟旅途中恢復的故事。圍繞主角的醫生身份，美術在設計怪物和道具時都帶有醫學元素。開發階段意外叢生，由於程序员發燒，原定十二個關卡減少到九個，原定音樂負責人由於私事，離開團隊，原本只負責劇本的小鹰兼任音樂製作。小鹰在開發後期認為故事的完整性不足，只有文本描述劇情效果不夠，提出增加一個關卡，以玩法設計回收之前的伏筆。遊戲在提交前數小時，還出現無法運行遊戲的嚴重程序错误，需要緊急修復。
2023年9月5日，機核遊戲發行品牌GCORES PUBLISHING宣佈負責發行該作。2024年3月22日，遊戲由GCORES PUBLISHING在Steam免費發佈，遊戲支持中文、英文、日文三種語言。Steam發行版本和活動版本整體差距不大，製作團隊優化了劇情和演出內容，更新了背景音樂。同年4月16日，製作團隊為遊戲增加了通關後，關卡回顧功能，方便玩家攻略不同結局。

## 評價
遊戲在機核2023年舉辦的BOOOM游戏创作挑战活動中，獲得「最受玩家欢迎」第一名，機核評審42稱讚該作是「出奇完整的游戏」，遊戲的玩法、敘事和美術表現都很好。遊戲在Steam發佈後，獲得用戶的壓倒性好評，由於支持日文，遊戲也獲得不少日文的好評。觸樂編輯祝思齐大讚作品「集合了当下所有讨人喜欢的要素：萌系治愈的画风、富有童趣且充满温情的故事、简单但有新意的玩法」。觸樂另一個編輯王琳茜批評遊戲劇情發展過於突然，整體「头重脚轻」。

## 外部連結
- 官方网站（简体中文）